# Луцио (Кјети)
Луцио (итал. Luzio) је насеље у Италији у округу Кјети, региону Абруцо.
Према процени из 2011. у насељу је живело 25 становника. Насеље се налази на надморској висини од 174 м.